# Stazione di Rathaus Steglitz
La stazione di Rathaus Steglitz (letteralmente «municipio di Steglitz») è una stazione ferroviaria di Berlino, sita nel quartiere omonimo.

## Movimento
La stazione è servita dalla linea S 1 della S-Bahn.

## Interscambi
- Fermata metropolitana (Rathaus Steglitz, linea U 9)
- Fermata autobus